# Гребенюк Микита Андрійович
Мики́та Андрі́йович Гребеню́к (21 вересня 1918, село Мар'янівка, нині Баштанський район — 17 лютого 1995 року, Миколаїв) — Герой Радянського Союзу, заступник командира відділення 384-го окремого батальйону морської піхоти Одеської Військово-морської бази Чорноморського флоту, Старшина II статті.

## Життєпис
Микита Андрійович народився у 1918 році в селі Мар'янівка, нині Баштанського району, Миколаївської області в сім'ї українського селянина. Після здобуття середньої освіти працював у місті Харків на заводі імені Комінтерну слюсарем-лекальником.
У 1939 році був покликаний в ряди Червоної Армії, проходив службу у Військово-морському флоті. Після закінчення електромеханічної школи навчального загону Балтійського флоту служив трюмним машиністом у бригаді підводних човнів Північного флоту.
У Другій світовій війні брав участь з 1941 року. Брав участь у битві за Москву і Сталінградській битві. У 1942 році під час вуличних боїв у Сталінграді отримав важке поранення. У 1943 році, після тривалого лікування в шпиталі, був спрямований в 384-й окремий батальйон морської піхоти Чорноморського флоту, і восени того ж року брав участь в десантних операціях по звільненню Таганрогу, Маріуполя і Бердянська.
У другій половині березня 1944 року увійшов до складу десантної групи під командуванням старшого лейтенанта Костянтина Ольшанського. Завданням десанту було полегшення фронтального удару радянських військ в ході відвоювання міста Миколаєва, що був частиною Одеської операції. Після висадки в морському порту Миколаєва загін впродовж двох діб відбив 18 атак супротивника, знищивши близько 700 гітлерівців.
У цих боях героїчний загинули майже всі десантники, а Микита Гребенюк був важко поранений.
Указом Президії Верховної Ради СРСР від 20 квітня 1945 року за зразкове виконання бойових завдань командування на фронті боротьби з німецькими загарбниками і виявлені при цьому відвага і героїзм старшині 2-ї статті Микиті Андрійовичу Гребенюку було присвоєно звання Героя Радянського Союзу з врученням ордену Леніна і медалі «Золота Зірка» (№ 5897).
У 1946 році Микита Андрійович демобілізувався, а в 1960 році закінчив Вищу партшколу при ЦК КПРС. Працював в Лінці (Австрія) диспетчером Радянсько-дунайського пароплавства, пізніше повернувся в Миколаїв, де помер 17 лютого 1995 року.
Похований в Миколаєві, на почесному секторі міського цвинтаря. На його могилі встановлено пам'ятник з його портретом і зображенням моменту висадки десанту Ольшанського, а на будинку по вулиці Космонавтів, 74, де жив Гребенюк М.А., встановлена меморіальна дошка з його барельєфом.

## Нагороди
- Золота Зірка Героя Радянського Союзу
- Орден Леніна
- Орден Червоного Прапора
- Орден Червоної Зірки
- Орден Вітчизняної війни I ступеня
- Почесний громадянин міста Миколаєва

## Пам'ять
- У Миколаєві на честь Героїв відкрито Народний музей бойової слави моряків-десантників, споруджено пам'ятник.
- На будинку, де жив Микита Гребенюк, установлено пам'ятну дошку.